# 满硐镇
满硐乡，是中华人民共和国山東省济宁市嘉祥县下辖的一个乡镇级行政单位，宗圣曾子的家乡南武山村位于该乡。

## 行政区划
满硐乡下辖以下地区：
杨楼村、刘庄村、宋山村、赵坊村、郗庄村、韩沟村、徐前村、徐中村、徐北村、前唐村、后唐村、北吴村、上吴村、陈坡村、梁庄村、公庄村、顺河村、南山村、北山村、东翟村、西翟村、付庄村、阿城村、南武山东村、南武山中村和南武山西村。